# Jennifer Tilly
Jennifer Tilly, all'anagrafe Jennifer Ellen Chan (Los Angeles, 16 settembre 1958), è un'attrice, doppiatrice e giocatrice di poker statunitense.

## Biografia
Nasce a Harbor City, quartiere a sud di Los Angeles (California), il 16 settembre del 1958, figlia di Harry Chan, un negoziante statunitense di origini cinesi, e di Patricia Tilly, un'insegnante ed ex-attrice teatrale canadese di origini irlandesi, finlandesi e native americane. È la sorella dell'attrice Meg Tilly. Dopo il divorzio dei genitori (avvenuto quando aveva 5 anni) si trasferisce con la madre e il patrigno nella campagna canadese nella Columbia Britannica. Lei e le sorelle Meg e Becky erano soprannominate "le tre moschettiere"; prima di iniziare la carriera cinematografica ha frequentato un corso di teatro allo Stephens College nel Missouri.
Nel 1983 inizia con piccoli ruoli in televisione e film come Hill Street giorno e notte, ma il ruolo che vede il suo inizio è in I favolosi Baker nel 1989. Per il film Pallottole su Broadway del 1994 ha ricevuto una nomination agli Oscar come miglior attrice non protagonista, e nello stesso anno partecipa al film Getaway con Alec Baldwin e Kim Basinger. Tilly è stata inserita al ventitreesimo posto nella classifica delle 25 donne più sexy del mondo del 1995. Protagonista di Bound - Torbido inganno, ha recitato anche in Bugiardo bugiardo. È inoltre attiva come doppiatrice: è stata infatti la voce di Bonnie, la vicina nel cartone animato I Griffin, e ha prestato la voce anche in altri film d'animazione, come Monsters & Co. nel ruolo di Celia, Stuart Little ed altri.
Il 27 giugno 2005 la Tilly ha vinto un braccialetto delle WSOP nel Ladies Event No-limit Hold'em, vincendo 158625 $. Nel settembre dello stesso anno ha vinto il WPT Ladies Night No Limit Hold'em (un "side event" del World Poker Tour) al Bicycle Casino di Los Angeles, guadagnando 25000 $. Al febbraio 2011 l'ammontare complessivo delle sue vincite nei tornei è di oltre 600000 $.

## Vita privata
Jennifer Tilly è stata sposata con il produttore de I Simpson Sam Simon dal 1984 al 1991. In seguito si è legata all'attore Lou Diamond Phillips e dal 2004 è compagna del giocatore di poker Phil Laak.

## Filmografia parziale

### Attrice

#### Cinema

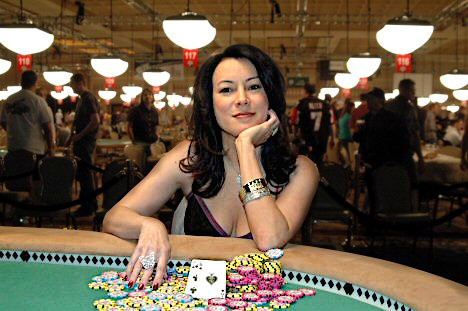
Jennifer Tilly alle WSOP 2005

- Una cotta importante (No Small Affair), regia di Jerry Schatzberg (1984)
- Scuola guida (Moving Violations), regia di Neal Israel (1985)
- Inside Out, regia di Robert Taicher (1986)
- 48 ore a Beverly Hills (He's My Girl), regia di Gabrielle Beaumont (1987)
- Videokiller (Remote Control), regia di Jeff Lieberman (1988)
- La grande promessa (Johnny Be Good), regia di Bud S. Smith (1988)
- High Spirits - Fantasmi da legare (High Spirits), regia di Neil Jordan (1988)
- Lontano da casa (Far from Home), regia di Meiert Avis (1989)
- Felice e vincente (Let it Ride), regia di Joe Pytka (1989)
- I favolosi Baker (The Fabulous Baker Boys), regia di Steve Kloves (1989)
- The Doors, regia di Oliver Stone (1991) (non accreditata)
- Amori di fuoco (Scorchers), regia di David Beaird (1991)
- L'ombra del lupo (Shadow of the Wolf), regia di Jacques Dorfmann e Pierre Magny (1992)
- Made in America, regia di Richard Benjamin (1993)
- Getaway (The Getaway), regia di Roger Donaldson (1994)
- Double Cross - Doppio inganno (Double Cross), regia di Michael Keusch (1994)
- Pallottole su Broadway (Bullets Over Broadway), regia di Woody Allen (1994)
- Embrace of the Vampire, regia di Anne Goursaud (1995)
- Conto in sospeso (Bird of Prey), regia di Temístocles López (1995)
- The Pompatus of Love, regia di Richard Schenkman (1995)
- La resa dei conti (Man with a Gun), regia di David Wyles (1995)
- Edie & Pen, regia di Matthew Irmas (1996)
- Arresti familiari (House Arrest), regia di Harry Winer (1996)
- Bound - Torbido inganno (Bound), regia di Andy e Larry Wachowski (1996)
- Randagi (American Strays), regia di Michael Covert (1996)
- Bugiardo bugiardo (Liar Liar), regia di Tom Shadyac (1997)
- Un tipo sbagliato (The Wrong Guy), regia di David Steinberg (1997)
- Musica da un'altra stanza (Music From Another Room), regia di Charlie Peters (1998)
- Relax... It's Just Sex, regia di P. J. Castellaneta (1998)
- Hoods - Affari di famiglia (Hoods), regia di Mark Malone (1998)
- La sposa di Chucky (Bride of Chucky), regia di Ronny Yu (1998)
- La dea del successo (The Muse), regia di Albert Brooks (1999)
- Goosed, regia di Aleta Chappelle (1999)
- Do Not Disturb - Non disturbare (Do Not Disturb), regia di Dick Maas (1999)
- Incontriamoci a Las Vegas (Play It to the Bone), regia di Ron Shelton (1999)
- L'ultimo anello della follia (Cord), regia di Sidney J. Furie (1999)
- Bruno, regia di Shirley MacLaine (2000)
- I soliti amici (The Crew), regia di Michael Dinner (2000)
- Dancing at the Blue Iguana, regia di Michael Radford (2000)
- Dirt, regia di Michael Covert e Tracy Fraim (2001)
- Fast Sofa, regia di Salomé Breziner (2001)
- Hollywood Confidential (The Cat's Meow), regia di Peter Bogdanovich (2001)
- Ball in the House, regia di Tanya Wexler (2001)
- Hollywood North, regia di Peter O'Brian (2003)
- Jericho Mansions, regia di Alberto Sciamma (2003)
- La casa dei fantasmi (The Haunted Mansion), regia di Rob Minkoff (2003)
- Tu mi ami (Nowhere to Go But Up), regia di Amos Kollek (2003)
- Second Best, regia di Eric Weber (2004)
- Perfect Opposites, regia di Matt Cooper (2004)
- El padrino, regia di Damian Chapa (2004)
- Saint Ralph, regia di Michael McGowan (2004)
- Love on the Side, regia di Vic Sarin (2004)
- Il figlio di Chucky (Seed of Chucky), regia di Don Mancini (2004)
- The Civilization of Maxwell Bright, regia di David Beaird (2005)
- Bailey - Il cane più ricco del mondo (Bailey's Billion$), regia di David Devine (2005)
- Tideland - Il mondo capovolto (Tideland), regia di Terry Gilliam (2005)
- Intervention, regia di Mary McGuckian (2007)
- Deal - Il re dei poker (Deal), regia di Gil Cates Jr. (2007)
- The Caretaker, regia di Bryce Olson (2008)
- Made in Romania, regia di Guy J. Louthan (2010)
- 30 Beats, regia di Alexis Lloyd (2012)
- La maledizione di Chucky (Curse of Chucky), regia di Don Mancini (2013)
- A Cinderella Story: Se la scarpetta calza (A Cinderella Story: If the Shoe Fits), regia di Michelle Johnston (2016)
- Il culto di Chucky (Cult of Chucky), regia di Don Mancini (2017)
- Ray Meets Helen, regia di Alan Rudolph (2017)
- 7 Days to Vegas, regia di Eric Balfour (2019)

#### Televisione
- Oh Madeline – serie TV, episodio 1x07 (1983)
- Shaping Up – serie TV, 4 episodi (1984)
- Hill Street giorno e notte (Hill Street Blues) – serie TV, 6 episodi (1984-1985)
- Mai dire sì (Remington Steele) – serie TV, episodio 4x09 (1985)
- Cin Cin (Cheers) – serie TV, episodio 4x17 (1986)
- It's Garry Shandling's Show – serie TV, episodi 2x06-2x07 (1987)
- Moonlighting – serie TV, episodio 5x04 (1989)
- Dream On – serie TV, episodio 3x12 (1992)
- A casa con i Webber (At Home with the Webbers), regia di Brad Marlowe – film TV (1993)
- Key West – serie TV, 13 episodi (1993)
- Heads, regia di Paul Shapiro – film TV (1994)
- La bella Mafia (Bella Mafia), regia di David Greene – film TV (1997)
- Sister Mary Explains It All, regia di Marshall Brickman – film TV (2001)
- The Magnificent Ambersons, regia di Alfonso Arau – film TV (2002)
- Frasier – serie TV, episodio 11x19 (2003)
- Out of Practice - Medici senza speranza (Out of Practice) – serie TV, 14 episodi (2005-2006)
- L'iniziazione (The Initiation of Sarah), regia di Stuart Gillard – film TV (2006)
- CSI - Scena del crimine (CSI: Crime Scene Investigation) – serie TV, episodio 10x20 (2010)
- Drop Dead Diva – serie TV, episodio 3x03 (2011)
- Modern Family – serie TV, episodi 3x07-5x13 (2011, 2014)
- Chucky – serie TV, (2021-2024)

### Doppiatrice
- Bartok il magnifico (Bartok the Magnificent), regia di Don Bluth e Gary Goldman (1999)
- Stuart Little - Un topolino in gamba (Stuart Little), regia di Rob Minkoff (1999)
- Hey, Arnold! (Hey Arnold!) – serie animata, episodio 4x18 (2000)
- Monsters & Co. (Monsters, Inc.), regia di Pete Docter, Lee Unkrich e David Silverman (2001)
- Mucche alla riscossa (Home on the Range), regia di Will Finn e John Sanford (2004)
- Lil' Pimp, regia di Mark Brooks e Peter Gilstrap (2005)
- The Cleveland Show – serie animata, episodio 1x01 (2009)
- I Simpson (The Simpsons) – serie animata, episodio 24x04 (2012)
- Randy - Un Ninja in classe (Randy Cunningham: 9th Grade Ninja) – serie animata, episodi 1x42-1x47 (2013-2014)
- I Griffin (Family Guy) – serie animata, 89 episodi (1999-2023)
- Calls – serie TV, episodio 1x02 (2021)
- Monsters & Co. la serie - Lavori in corso! (Monsters at Work) – serie animata, 8 episodi (2021-in corso)
- SpongeBob (SpongeBob SquarePants) – serie animata, episodio 13x17 (2023)

## Riconoscimenti
- Premio Oscar
  - 1995 – Candidatura alla miglior attrice non protagonista per Pallottole su Broadway

## Doppiatrici italiane
- Micaela Incitti in Bailey - Il cane più ricco del mondo, La maledizione di Chucky, Il culto di Chucky
- Roberta Pellini in Do Not Disturb - Non disturbare, La casa dei fantasmi
- Laura Lenghi in Dancing at the Blue Iguana, Modern Family (2ª voce)
- Giovanna Martinuzzi in La dea del successo
- Elisabetta Rossi in I favolosi Baker
- Antonella Rinaldi in Made in America
- Rosalba Caramoni in Getaway
- Roberta Greganti in Pallottole su Broadway
- Giuppy Izzo in Bound - Torbido inganno
- Francesca Draghetti in Bugiardo bugiardo
- Chiara Colizzi in Musica da un'altra stanza
- Pinella Dragani in La sposa di Chucky
- Maura Cenciarelli in Tu mi ami
- Patrizia Burul in Il figlio di Chucky
- Marina Thovez in Tideland - Il mondo capovolto
- Laura Cosenza in Out of Practice - Medici senza speranza
- Laura Latini in Modern Family (1ª voce)
- Roberta De Roberto in Chucky
- Ludovica Modugno in Calls

Da doppiatrice è sostituita da:
- Marina Massironi in Monsters & Co., Mucche alla riscossa, Monsters & Co. la serie - Lavori in corso!
- Laura Lenghi in Bartok il magnifico
- Stefanella Marrama in Stuart Little - Un topolino in gamba
- Renata Biserni in I Griffin
- Marta Altinier in Il figlio di Chucky (voce di Tiffany bambola)